# Trung Lập
Trung Lập là một xã thuộc huyện Vĩnh Bảo, thành phố Hải Phòng, Việt Nam.
Xã Trung Lập có diện tích 7,16 km², dân số năm 1999 là 6510 người, mật độ dân số đạt 909 người/km².

## Các làng
Gồm 3 Làng: Áng Ngoại, Áng Dương và Cung Chúc
Làng Áng Ngoại
Áng Ngoại là một giáp (thôn) của xã (làng) Bắc Tạ, tổng Bắc Tạ, huyện Tứ Kỳ, phủ Hạ Hồng. Đến đầu thế kỷ XX trở thành đơn vị hành chính cấp xã (làng) và vẫn thuộc tổng Bắc Tạ, huyện Vĩnh Bảo, tỉnh Hải Dương. Từ sau 1945 thuộc xã Trung Lập, huyện Vĩnh Bảo.
Chùa Áng Ngoại (Phúc Hưng tự), chùa của hai giáp thuộc xã (làng) Bắc Tạ, tổng Bắc Tạ, huyện Tứ Kỳ, phủ Hạ Hồng là Áng Ngoại và Cốc Thượng (nay là thôn Áng Ngoại xã Trung Lập và thôn Phương Tường xã Hùng Tiến) được dựng vào tháng 12 năm Chính Hòa 22 (1701)
Tục truyền rằng: Làng Áng Ngoại được hình thành từ xa xưa, từ vùng đất hoang sơ phía tây, phía nam là sông nước dấu ấn của bãi biến, nương dâu, phía đồng và phía bắc là các bãi lau sậy, sông nước … trên vùng đất rộng và tương đối bằng phẳng ấy có 2 dải đất cao thấp khác nhau, dải đất cao từ đồng Chuông chạy vòng về mả Móc, mả Lê, mả Tảo và thấp dần ở mả Miễu dải đất này có nhiều cây cỏ gai mọc như một rừng hoa nên có tên gọi là xóm Hoa Lâm, đến đời vua Thiệu Trị đổi thành Phương Lâm. Dải đất thấp từ mả Cả chạy đến vường Rừng, mộ Tuệ có nhiều loại cây mọc hoang dại nhưng nhiều nhất là cây Khế nên có tên gọi là xóm Vườn Chua. 
Láng Áng Dương
Làng Cung Chúc

## Danh nhân
Phần mộ và đền thờ của Tiến sĩ Nho học: Phạm Tri Chỉ. Đệ tam giáp đồng Tiến sĩ xuất thân khoa Mậu Thìn niên hiệu Thuần Phúc 4 (1568) đời Mạc Mậu Hợp tại khu vực cầu Liễn Thâm. Chức quan: Thị Lang